# Otto Ohlsson
Pour les articles homonymes, voir Ohlsson.
Otto Ohlsson était un arbitre suédois de football des années 1920 et 1930.

## Carrière
Il a officié dans une compétition majeure : 
- JO 1936 (1 match)